# ミゾコブシボラ

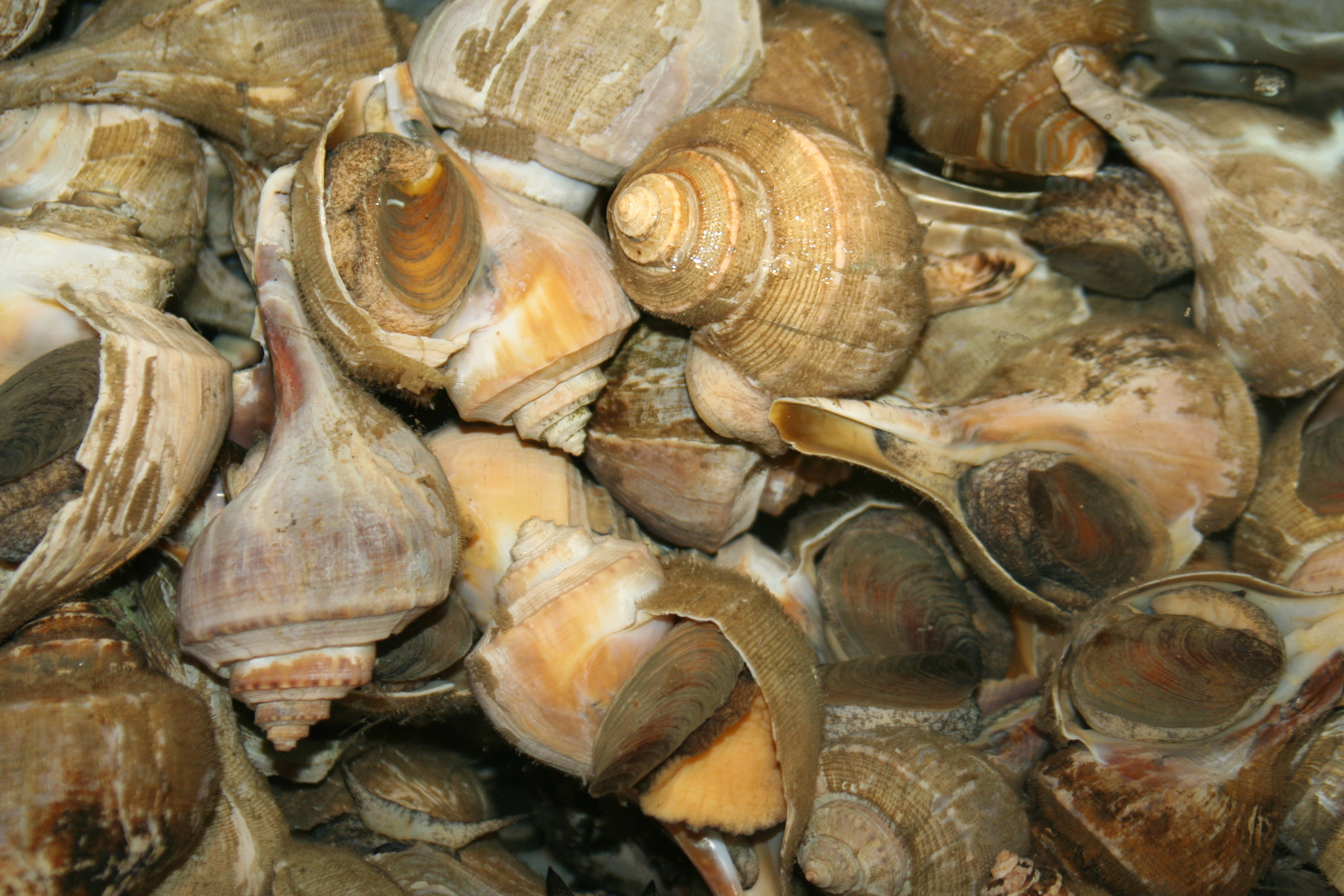
カリフォルニア州の市場で売られるミゾコブシボラ

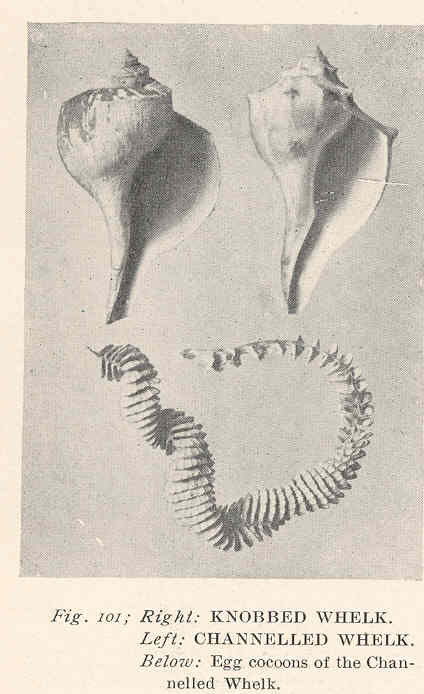
ミゾコブシボラ（左）と卵嚢（下）。（右はトゲコブシボラ）。

ミゾコブシボラ（溝拳法螺：Busycotypus canaliculatus ）はコブシボラ科（あるいはエゾバイ科）に分類される巻貝の一種。アメリカ合衆国沿岸に固有の大型種で、本来は北米東岸の大西洋の種であるが、太平洋側のサンフランシスコ湾にも外来個体群が生息する。肉食性で主に二枚貝を捕食する一方、人間の食用に利用される。
縫合が溝状になるのが特徴の一つで、種小名 canaliculatus （ラテン語で「小溝のある－」）や和名はこれに因む。本種はミゾコブシボラ属 Busycotypus Wenz, 1943 のタイプ種で、属名の Bsycotypus は近縁のコブシボラ属の学名  Busycon （ギリシャ語：βούσυκον（bousykon）＝大きなイチジク）に typus （ラテン語＝印、印象、型）を付けたもの。

## 分布
- 北米東岸（在来）：ケープコッドからフロリダ州・セントオーガスティンにかけての沿岸部。
- 北米西岸（外来）：サンフランシスコ湾など（少なくとも1948年以前に移入され、以後定着した）[7][8]。

サンフランシスコ湾の外来個体群の由来は不明であるが、東岸ではカキ群集などにも見られることから、カキ船で運ばれた可能性や、西海岸地域の市場でも中華料理などの材料として生貝が売られることから、市場関係者が生きたまま投棄したものが繁殖した可能性などが推定されている。いずれにせよコブシボラ類は大西洋固有の群であるため、本種の外来個体群は太平洋に生息するの唯一のコブシボラ類となっている。

## 形態
大きさと形
貝殻は大型、最大で殻高200mm、殻径125mm前後になり、多くは右巻きだが、時に左巻き。螺塔は低く、体層（最終螺層のこと）が膨らみ、下方に向かって細まるイチジク型。螺層は5－6層で、縫合（上層と下層の境界部分）が四角い溝状となるのが顕著な特徴で、種名や和名はこれに因む。肩は明瞭に角張り、上層部では尖った小結節が並ぶが、成長とともに結節は弱まって単なるキールになることが多い。
殻皮と殻色
殻表には褐色の殻皮を被り、その表面には短毛が密生する細かい螺条が多数あってフェルト状もしくはベルベット状とも表現される。しかし短毛や殻皮は部分的に剥げていることも少なくない。殻本体の色は白色のものから淡肉色、あるいは灰褐色のものなど変異があり、赤味がかったり紫がかったりもする。
殻口
殻口は広く、下方は細まって開いた水管溝になっている。軸唇は単純で襞などはない。殻口内の色も灰白色や淡い褐色、あるいは鮮橙色など個体変異がある。
蓋
蓋は褐色の角質で厚く、核（成長の始点）が下端にある木の葉形、水管溝を除いた殻口の大部分を塞ぐことができる。
軟体
軟体のうち露出部はくすんだ淡褐色で、そこに褐色微斑を多数散らす。歯舌の中歯は3歯尖。

## 生態
内湾的環境の潮間帯から浅海までの砂底や砂泥底に普通に見られる。海底を匍匐したり砂泥中を埋進しながら埋棲する二枚貝が水管から出す噴出水を感知し、二枚貝を見つけると巨大な腹足で掴むように捕捉しながら獲物の殻を自分の殻口縁に当てて壊し、壊れた隙間から吻を挿入して軟体部のみを食べる。また、埋在性の二枚貝のみならず、付着性の二枚貝であるムール貝やカキ類などを捕食することもあり、二枚貝群集にとっては時に大きな脅威となる。
雌雄異体で、交尾によって受精し、メスは特徴的な形の卵塊を産む。卵塊は、数十個から100個ほどの卵嚢が1本の紐で連ねられたレイのような形で、その一端は石などに接着される（外部リンクの「類似種との卵嚢の比較」を参照）。1個の卵嚢は縁が薄く鋭い円形のクッション型で、表面に放射状の筋がある。1個の卵嚢には20－50個の卵が入っている。卵が卵嚢内で稚貝にまで成長してから這いだす直達発生だが、先に孵化した稚貝が他を食べてしまうため、全てが稚貝として孵化するわけではない。卵嚢塊の一部はしばしば千切れて漂流することがあり、これも個体分散の役に立っている。

## 分類
科
化石種も含めたコブシボラ類の種は、古くはイトマキボラ科やエゾバイ科、カンムリボラ科（テングニシ科）といった形の似たさまざまな科に分類されたことがあったが、20世紀中はカンムリボラ科に分類されるのが一般的であった。しかし、消化器系の構造などからエゾバイ科に分類するのが妥当であるとする論文が2004年に発表されると、それに従いエゾバイ科のコブシボラ亜科として扱われることが多くなった。更に2015年10月に出版されたコブシボラ類のモノグラフでは、コブシボラ亜科を科に昇格しコブシボラ科として独立させる考えが提唱されたため、海産動物のデータベースであるWoRMSでも、2015年12月に分類先がエゾバイ科のコブシボラ亜科から独立のコブシボラ科に変更された。
属
本種はミゾコブシボラ属 Busycotypus Wenz, 1943のタイプ種で、縫合が溝状になり、その溝の断面が方形を呈するのがこの属の特徴とされる。ミゾコブシボラ属をコブシボラ属 Busycon Röding, 1798の亜属とすることもあるが、一般には独立の属として扱われることが多い。
この属の種として海産動物データベースのWoRMSなどでは、以前はミゾコブシボラに加え、Busycotypus plagosus (Conrad, 1862)（和名不詳）とBusycotypus spiratus (Lamarck, 1816)（ナシガタコブシボラ） の計3種を置いていたが、Petuch & Myers (2015) のモノグラフでミゾコブシボラ以外の2種が別属の Fulguropsis Marks, 1950に移されたため、WoRMSでもこれを受けて2015年12月以降はミゾコブシボラ1種のみをミゾコブシボラ属に置いた。
異名
- Murex canaliculatus Linnaeus, 1758　（原記載名）
- Busycon canaliculatus (Linnaeus, 1758)
- Fulgur canaliculatus (Linnaeus, 1758)
- Sycotypus canaliculatus (Linnaeus, 1758)
- Pyrula canaliculatus (Linnaeus, 1758)
- Murex granum Linnaeus, 1758
- Buccinum ampullatum P. Müller, 1766
- Volema granulata Link, 1807

## 人との関係
北米で主にイタリア料理や中華料理の素材として用いられ、特にイタリア系アメリカ人の間では近縁種とともに "Scungilli"（つぶ貝の意） の名でパスタ料理やサラダに利用される。また、市場では時に“Pear conch”（“洋ナシ型のつぶ貝”）の名で売られることもある。 